# Mikołaj z Gorzkowa
Mikołaj z Gorzkowa herbu Gierałt (zm. 1414) – biskup wileński, od 1402 był trzecim w historii rektorem uniwersytetu w Krakowie, oficjał biskupa krakowskiego od ok. 1396, kustosz sandomierski, kanonik krakowski, dziekan Kościoła św. Floriana w Krakowie, filozof i prawnik.

## Życiorys
Pochodził z Gorzkowa koło Kazimierzy Wielkiej.
Studiował w Pradze, gdzie w 1370 został bakałarzem na Wydziale Sztuk Wyzwolonych, następnie magistrem. W 1374 zapisał się na wydział prawny Uniwersytetu Karola i przed 1382 został tam bakałarzem. Między 1385 a 1387 uzyskał doktorat prawa kanonicznego .
Był sygnatariuszem aktu Unii horodelskiej 1413 roku.
Był jedną z czołowych postaci początków Uniwersytetu Krakowskiego. Uczestniczył w pierwszych próbach utworzenia uniwersytetu w Krakowie (1390-1392), a po jego odnowieniu (1400) powierzono mu katedrę prawa kanonicznego i urząd pierwszego dziekana Wydziału prawa odnowionego uniwersytetu. 16 października 1401 został wybrany trzecim w historii rektorem Uniwersytetu. Jego zasługi dla uczelni były znaczące i nazywano go "ojcem uniwersytetu" . Pozyskał dlań wiele przywilejów i pozostawił po sobie jego bibliotece cenne rękopisy (m.in. komentarze Mikołaja z Oresme, Jana Buridana, Alberta z Saksonii i Rudolfa z Erfurtu) .
W 1407 został biskupem wileńskim. Za czasów jego biskupstwa w książę Witold ufundował szereg nowych parafii i szkół parafialnych, poczynił nadania na rzecz biskupstwa i katedry wileńskiej. W latach 1407–1414 zreformował szkolnictwo litewskie .
8 czerwca 2008 r., w ramach uroczystych obchodów 250 lecia kościoła Św. Małgorzaty w Gorzkowie, w obecności władz Uniwersytetu Jagiellońskiego, wewnątrz świątyni nastąpiło odsłonięcie tablicy pamiątkowej poświęconej Mikołajowi z Gorzkowa.

## Dzieła
- In philosophiam universam commentaris - dzieło nawiązujące do filozofii Williama Ockhama, zaginione[1] .